# Galeries St-Lambert
Les Galeries St-Lambert sont un grand centre commercial belge situé dans le centre-ville de Liège sur la place Saint-Lambert. Les galeries abritent 40 boutiques, établissements Horeca et grandes enseignes internationales.

## Historique

### Grand Bazar

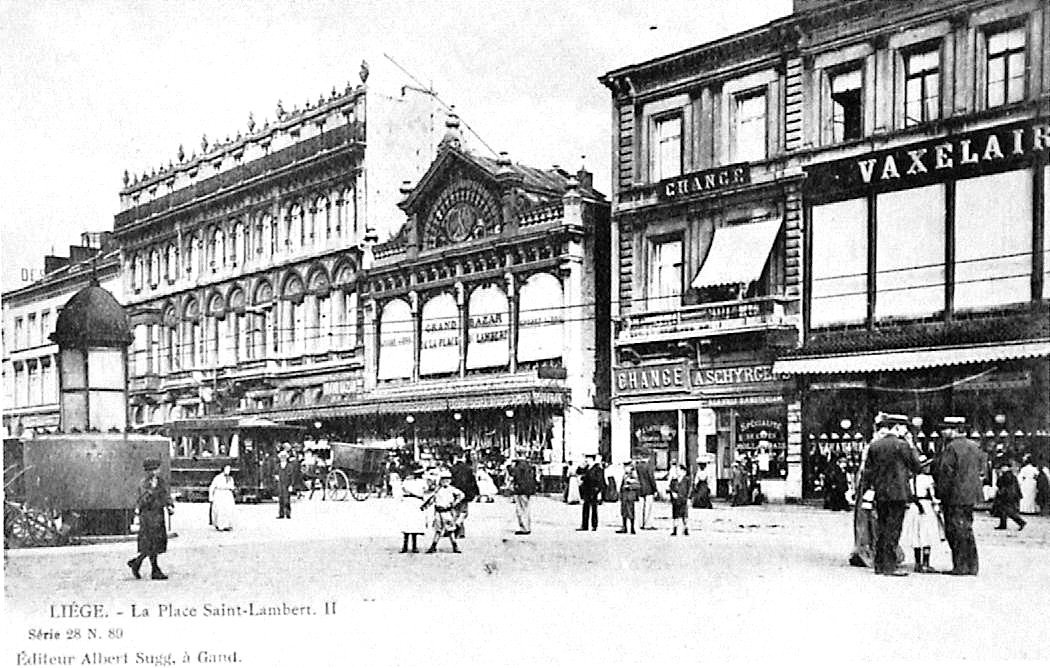
Le Grand Bazar au début du XXe siècle

En 1885, Auguste Tiriard ouvre le premier grand magasin de la place Saint-Lambert après avoir acheté l'année précédente l'ancienne banque Dubois de Mélotte de Noidans. Tiriard fait aménager par l'architecte Petit une structure métallique surmontée d'une verrière. Comme de tout y est vendu, il l'appelle le « Grand Bazar ».
Vu le succès croissant du commerce, celui-ci s'agrandit en 1900 dans l'hôtel particulier de 1853 de l’architecte Jean-Pierre Cluysenaar situé à sa gauche. Pour réaliser cet hôtel, Cluysenaar s'est inspiré du Procuratie Nuevo, un édifice vénitien de la place Saint-Marc réalisé par Vincenzo Scamozzi au XVIe siècle.
En 1904, alors qu'on se prépare pour l'Exposition universelle de 1905, la façade métallique de l'ancienne banque et le bâtiment située à sa droite sont démolis et reconstruits dans le style néorenaissance vénitien de l'ensemble par l'architecte Arthur Snyers.
Le magasin s'agrandit une nouvelle fois dans les années 1950 du côté Gérardrie dans un style modernisme. Dans les années suivantes, ce dernier compta jusqu'à 3 000 employés et attira les foules de toute la région.
Après les années fastes de 1950 et 1960, le Grand Bazar ferma ses portes le 26 juin 1977 pour cause de faillite.
Début des années 1980, l'Innovation déménage de Féronstrée-Potiérue pour s'installer place de la République française.

### Galeries St-Lambert
Laissé à l'abandon depuis la fin des années 1970, l'ensemble est rénové et agrandi, entraînant la suppression du bâtiment du Bon marché et la rue Maillard. Les travaux, estimés à 75 000 000 €, commencèrent en 2001 et s'achevèrent en 2004. Le centre commercial passe ainsi de 33 582 m2 à 41 114 m2 de surface commercial et  2 369 m2 de logements. Il se compose de quatre niveaux (un sous-sol, un rez-de-chaussée et deux étages) reliés entre eux par escalators. Les galeries sont accessibles par la place Saint-Lambert et la place Saint-Étienne.

## Principales enseignes
- Brico
- Carrefour Market

- Fnac
- Galeria Inno
- ICI Paris XL
- Mediamarkt